# Meðalnesfjall
Meðalnesfjall är en kulle i republiken Island. Den ligger i regionen Västfjordarna, 190 km norr om huvudstaden Reykjavík. Toppen på Meðalnesfjall är 407 meter över havet, eller 235 meter över den omgivande terrängen. Bredden vid basen är 2,5 km.
Trakten runt Meðalnesfjall är nära nog obefolkad, med mindre än två invånare per kvadratkilometer. Närmaste större samhälle är Þingeyri, omkring 19 kilometer nordväst om Meðalnesfjall. Trakten runt Meðalnesfjall består i huvudsak av gräsmarker.